# Wenhui Bao
Wenhui Bao (xinès tradicional: 文匯報, xinès simplificat: 文汇报, pinyin: Wénhuì Bào) anglicitzat com el Wenhui Daily, és un diari xinés publicat per Shanghai United Media Group.

## Història
Wenhui Bao va ser fundada a Xangai el 25 de gener de 1938, per intel·lectuals d'esquerres centrats en l'escriptor i periodista Ke Ling. Durant la dècada del 1940, seria clausurat en dos ocasions pel seu alineament polític.
A principis del 1956, Wenhui Bao es va vore obligat a traslladar-se a Pequín i va ser rebatejat com Jiaoshibao. Després de l'inici de la Campanya de les Cent Flors, però, al diari se'l va permetre reprendre la publicació amb el seu nom original, a partir de l'1 d'octubre de 1956. Amb Xu Zhucheng com a redactor en cap, Wenhui Bao es va convertir en un dels diaris més oberts del període de les Cent Flors, però va ser atacat per Mao Zedong el juliol de 1957 i castigat.
A la dècada del 1960, Wenhui Bao es va convertir en un objectius de les crítiques realitades per Mao Zedong als seus escrits, i a finals de 1965 va ser utilitzat pels esquerrans de Xangai que donaven suport a Jiang Qing i Zhang Chunqiao per a llançar el seu atac contra l'escriptor Wu Han. La seua polèmica revisió de l'obra de Wu Hai Rui cessat del seu càrrec es va convertir en el desencadenant de la Revolució Cultural de la Xina. El 4 de gener de 1967, els guàrdies rojos radicals van prendre el paper en la primera presa de poder a Xangai.
A la dècada del 1980, Wenhui Bao va tornar a sorgir com un diari àmpliament llegit amb una circulació d'1,8 milions. El 1998, en una onada de creació de grups de premsa recolzats pel govern, Wenhui Bao i Xinmin Wanbao es van fusionar al Wenhui-Xinmin United Press Group, i el 2013 es fusionaren amb Jiefang Daily Group per a crear Shanghai United Media Group, que el 2020 es fusionaria amb el web eastday.